# Municipio de Wheeler (condado de Sac)
El municipio de Wheeler (en inglés: Wheeler Township) es un municipio ubicado en el condado de Sac en el estado estadounidense de Iowa. En el año 2010 tenía una población de 179 habitantes y una densidad poblacional de 1,93 personas por km².

## Geografía
El municipio de Wheeler se encuentra ubicado en las coordenadas 42°15′15″N 95°15′54″O / 42.25417, -95.26500. Según la Oficina del Censo de los Estados Unidos, el municipio tiene una superficie total de 92.66 km², de la cual 92,66 km² corresponden a tierra firme y (0 %) 0 km² es agua.

## Demografía
Según el censo de 2010, había 179 personas residiendo en el municipio de Wheeler. La densidad de población era de 1,93 hab./km². De los 179 habitantes, el municipio de Wheeler estaba compuesto por el 100 % blancos. Del total de la población el 0 % eran hispanos o latinos de cualquier raza.